# Nummer 1-hits in de Billboard Best Sellers Chart in 1943
Deze hits stonden in 1943 op nummer 1 in Billboards Best Selling Retail Records hitlijst.
| Datum        | Artiest           | Titel                            |
| ------------ | ----------------- | -------------------------------- |
| 2 januari    | Bing Crosby       | White Christmas                  |
| 9 januari    | Bing Crosby       | White Christmas                  |
| 16 januari   | Tommy Dorsey      | There are such things            |
| 23 januari   | Tommy Dorsey      | There are such things            |
| 30 januari   | Tommy Dorsey      | There are such things            |
| 6 februari   | Tommy Dorsey      | There are such things            |
| 13 februari  | Harry James       | I had the craziest dream         |
| 20 februari  | Harry James       | I had the craziest dream         |
| 27 februari  | Tommy Dorsey      | There are such things            |
| 6 maart      | Harry James       | I've heard that song before      |
| 13 maart     | Harry James       | I've heard that song before      |
| 20 maart     | Harry James       | I've heard that song before      |
| 27 maart     | Harry James       | I've heard that song before      |
| 3 april      | Harry James       | I've heard that song before      |
| 10 april     | Harry James       | I've heard that song before      |
| 17 april     | Harry James       | I've heard that song before      |
| 24 april     | Harry James       | I've heard that song before      |
| 1 mei        | Harry James       | I've heard that song before      |
| 8 mei        | Harry James       | I've heard that song before      |
| 15 mei       | Harry James       | I've heard that song before      |
| 22 mei       | Harry James       | I've heard that song before      |
| 29 mei       | Glenn Miller      | That old black magic             |
| 5 juni       | Harry James       | I've heard that song before      |
| 12 juni      | Benny Goodman     | Taking a chance on love          |
| 19 juni      | Benny Goodman     | Taking a chance on love          |
| 26 juni      | Benny Goodman     | Taking a chance on love          |
| 3 juli       | The Song Spinners | Comin' in on a wing and a prayer |
| 10 juli      | The Song Spinners | Comin' in on a wing and a prayer |
| 17 juli      | The Song Spinners | Comin' in on a wing and a prayer |
| 24 juli      | Dick Haymes       | You'll never know                |
| 31 juli      | Dick Haymes       | You'll never know                |
| 7 augustus   | Dick Haymes       | You'll never know                |
| 14 augustus  | Dick Haymes       | You'll never know                |
| 21 augustus  | Tommy Dorsey      | In the blue of evening           |
| 28 augustus  | Tommy Dorsey      | In the blue of evening           |
| 4 september  | Tommy Dorsey      | In the blue of evening           |
| 11 september | Bing Crosby       | Sunday, Monday or always         |
| 18 september | Bing Crosby       | Sunday, Monday or always         |
| 25 september | Bing Crosby       | Sunday, Monday or always         |
| 2 oktober    | Bing Crosby       | Sunday, Monday or always         |
| 9 oktober    | Bing Crosby       | Sunday, Monday or always         |
| 16 oktober   | Bing Crosby       | Sunday, Monday or always         |
| 23 oktober   | Bing Crosby       | Sunday, Monday or always         |
| 30 oktober   | Al Dexter         | Pistol packin' mama              |
| 6 november   | Mills Brothers    | Paper doll                       |
| 13 november  | Mills Brothers    | Paper doll                       |
| 20 november  | Mills Brothers    | Paper doll                       |
| 27 november  | Mills Brothers    | Paper doll                       |
| 4 december   | Mills Brothers    | Paper doll                       |
| 11 december  | Mills Brothers    | Paper doll                       |
| 18 december  | Mills Brothers    | Paper doll                       |
| 25 december  | Mills Brothers    | Paper doll                       |

1940 ·
1941 · 
1942 ·
1943 ·
1944 ·
1945 ·
1946 ·
1947 ·
1948 ·
1949 ·
1950 ·
1951 ·
1952 ·
1953 ·
1954 ·
1955 ·
1956 ·
1957 ·
1958 ·
1959 ·
1960 ·
1961 ·
1962 ·
1963 ·
1964 ·
1965 ·
1966 ·
1967 ·
1968 ·
1969 ·
1970 ·
1971 ·
1972 ·
1973 ·
1974 ·
1975 ·
1976 ·
1977 ·
1978 ·
1979 ·
1980 ·
1981 ·
1982 ·
1983 ·
1984 ·
1985 ·
1986 ·
1987 ·
1988 ·
1989 ·
1990 ·
1991 ·
1992 ·
1993 ·
1994 ·
1995 ·
1996 ·
1997 ·
1998 ·
1999 ·
2000 ·
2001 ·
2002 ·
2003 ·
2004 ·
2005 ·
2006 ·
2007 ·
2008 ·
2009 ·
2010 ·
2011 ·
2012 ·
2013 ·
2014 ·
2015 ·
2016 ·
2017 ·
2018 ·
2019 ·
2020 ·
2021 ·
2022 ·
2023